# Hajastani Atletikaji Federacia
Hajastani Atletikaji Federacia (orm. Հայաստանի Աթլետիկայի Ֆեդերացիա) – armeńska narodowa federacja lekkoatletyczna. Siedziba znajduje się w stolicy kraju – Erywaniu. Prezesem jest Robert Emmijan. Federacja jest członkiem European Athletics.